# Battaglia di Tamsui
La battaglia di Tamsui (in cinese 淡水之役T, Dànshuǐ zhī yìP: battaglia di Dànshuǐ), nota anche come battaglia di Hobe (in cinese 滬尾之役T, 沪尾之役S, Hùwěi zhī yìP: battaglia di Huwei), avvenuta tra il 2 e l'8 ottobre 1884 fu un'importante sconfitta subita dai francesi ad opera dei cinesi a Tamsui, sull'isola di Taiwan, durante la campagna di Keelung, parte della guerra franco-cinese.

## Contesto
La battaglia di Tamsui fu un episodio della campagna di Keelung (agosto 1884-aprile 1885). In seguito allo scoppio della guerra franco-cinese il 23 agosto 1884, i francesi decisero di fare pressione sulla Cina sbarcando un corpo di spedizione nel nord di Formosa per impadronirsi di Keelung e Tamsui. Il 1º ottobre 1884 il tenente colonnello Bertaux-Levillain sbarcò a Keelung con una forza di 1800 fanti di marina, costringendo i cinesi a ritirarsi su posizioni difensive situate sulle colline circostanti. Nel frattempo, una seconda forza francese al comando del contrammiraglio Sébastien Lespès si preparò ad attaccare Tamsui.
Liu Mingchuan, commissario imperiale al comando delle forze cinesi a Formosa, prese misure per rinforzare Tamsui: nel fiume Tamsui vennero piazzate nove mine e l'ingresso venne bloccato con imbarcazioni zavorrate e riempite di pietre che vennero affondate; montanari Hakka armati di fucili a miccia vennero utilizzati per rinforzare il battaglione proveniente dalla Cina continentale; attorno al consolato britannico e alla dogana, in cima alla collina del Forte Rosso, vennero posizionati cannoni Krupp prodotti dell'arsenale di Shanghai per formare una batteria supplementare.

## Il bombardamento di Tamsui,2ottobre1884
Il 1º ottobre 1884, mentre il corpo di spedizione di Formosa sbarcava a Keelung, Lespès giunse al largo di Tamsui con le corazzate La Galissonnière e Triomphante, l'incrociatore d'Estaing e la cannoniera Vipère. Gli ordini impartiti dall'ammiraglio Amédée Courbet erano di bombardare i forti cinesi di Tamsui, di distruggere lo sbarramento sul fiume Tamsui e di prendere la città.
La città di Tamsui (in dialetto taiwanese Hobe, in cinese 虎尾S, HǔwěiP) aveva ai tempi una popolazione di circa 6 000 abitanti, compresa una piccola colonia europea. Era difesa da due forti principali, entrambi a ovest della città. Il primo era il Forte Bianco (Fort Blanc, così chiamato dai francesi per distinguerlo dal Forte Santo Domingo, il Forte Rosso spagnolo del XVII secolo che era diventato la sede del consolato britannico a Tamsui) e consisteva in una batteria costiera che controllava la foce del fiume Tamsui. A nord-est, a difesa della città contro uno sbarco, si trovava il secondo forte, ancora in costruzione: si trattava del Forte Nuovo (Fort Neuf) che, pur se solo parzialmente armato, aveva un eccellente posizione con visuale a tutto campo. Altre importanti opere di fortificazione erano state costruite su tutte le creste vicine.

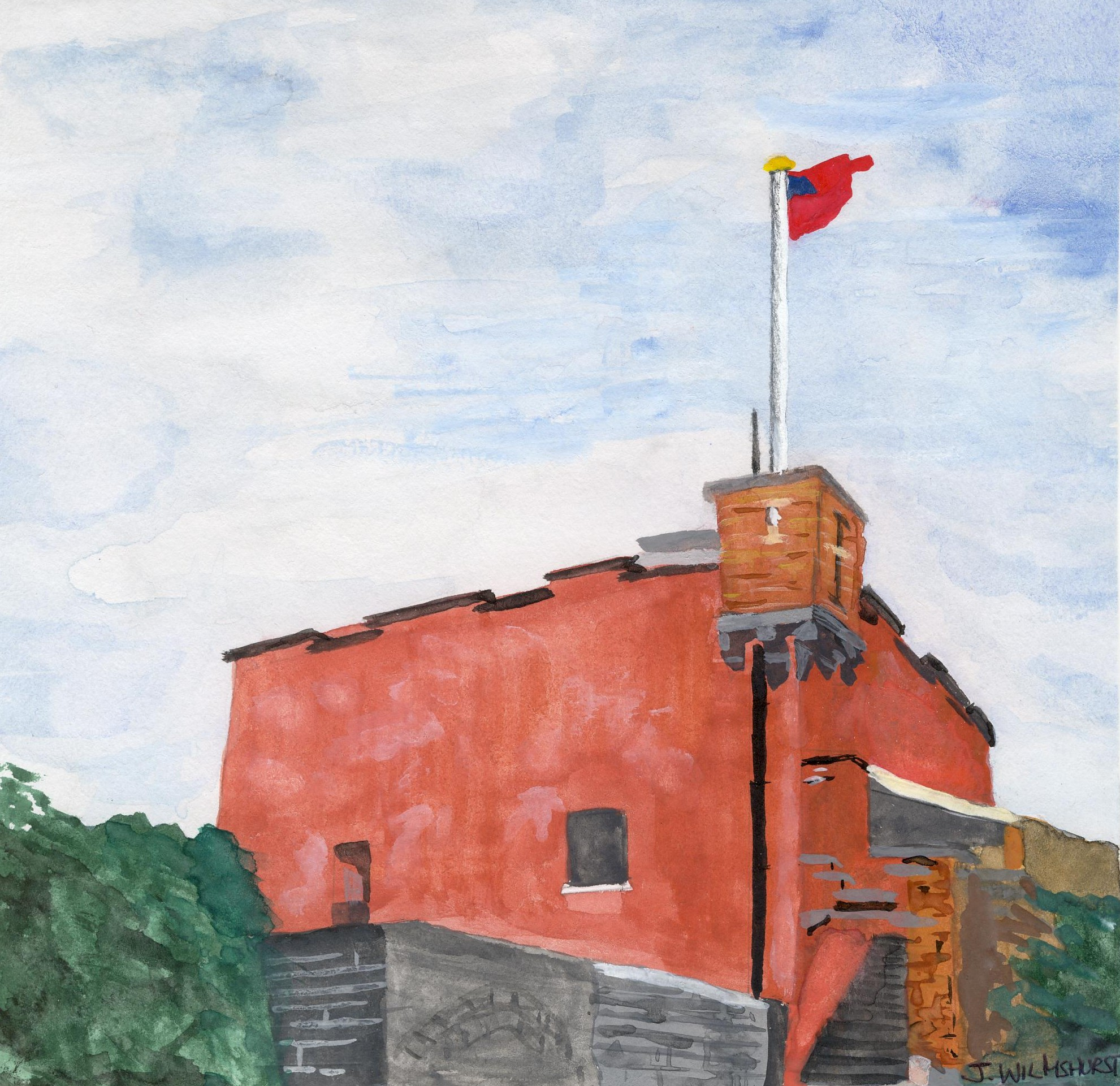
Forte San Domingo, sede del consolato britannico nel 1884

L'arrivo della flotta francese ebbe come conseguenza una febbrile attività a terra: i cinesi lavorarono per tutto il pomeriggio e la sera per armare il Forte Nuovo e per schierare le loro truppe cos'ì da poter respingere qualsiasi tentativo di sbarco da parte dei francesi. I residenti europei di Tamsui, molti dei quali erano britannici, esposero immediatamente l'Union Jack sulle loro case per segnalare alle navi francesi la loro neutralità.
Poiché le navi da guerra francesi non potevano entrare nel fiume Tamsui, la mattina del 2 ottobre 1884 Lespès decise di bombardare il Forte Bianco e il Forte Nuovo. In realtà le ostilità furono iniziate dai cinesi, che iniziarono a sparare all'alba del 2 ottobre 1884 con tre cannoni che avevano piazzato nella barbetta del Forte Nuovo la sera precedente. La flotta francese rispose immediatamente con un pesante bombardamento che durò diverse ore, distruggendo alla fine i tre cannoni cinesi e mettendo a tacere sia il Forte Nuovo che il Forte Bianco. Contro i due forti furono sparate più di 2000 granate. Molte non esplosero al momento dell'impatto e rimasero pericolose per giorni. Altre mancarono il bersaglio, perché il bombardamento fu effettuato da lunga distanza, e danneggiarono molti edifici della città, comprese le residenze europee. Il missionario presbiteriano canadese George Leslie Mackay rimase nella sua casa di Tamsui durante il bombardamento francese, rifiutando di rifugiarsi a bordo della cannoniera britannica HMS Cockchafer ancorata al largo della città, perché non poteva portare con sé i suoi convertiti di Formosa. Mackay ha lasciato una vivida descrizione dell'attacco e in seguito riferì al missionario anglicano William Campbell che i tiratori francesi erano stati molto imprecisi e avevano incautamente messo in pericolo la vita di civili innocenti.

## I preparativi francesi,2-7ottobre1884
Rendendosi conto che il bombardamento navale non aveva raggiunto il suo obiettivo e avendo a disposizione solo una piccola forza da sbarco, la sera del 2 ottobre 1884 ottobre l'ammiraglio Lespès inviò il d'Estaing a Keelung per chiedere come rinforzo un battaglione di fanteria di marina che gli permettesse di effettuare uno sbarco a nord del fiume, di prendere i forti e poi di distruggere il posto di comando cinese da cui venivano azionate le mine. Così facendo i francesi avrebbero potuto quindi liberare il passaggio dallo sbarramento facendo esplodere una carica di polvere da sparo e quindi far entare le navi nel fiume. In attesa dei rinforzi, cercò comunque di neutralizzare le mine. La sera del 2 ottobre 1884 la cannoniera Vipère perlustrò il passaggio e individuò le boe delle mine. La notte successiva le lance tentarono di tranciare i cavi elettrici collegati alle mine, ma non ci riuscirono e una di esse fu quasi distrutta quando i cinesi fecero esplodere una delle mine, azionandola a distanza.
Il D'Estaing raggiunse Keelung nel pomeriggio del 3 ottobre 1884. A Keelung i francesi si erano già assicurati le colline a ovest della città e i cinesi si erano ritirati, ma Courbet non intendeva rinunciare ad uno dei suoi tre battaglioni di fanteria di marina per inviarlo a Tamsui. Probabilmente fu una decisione corretta, anche se in seguito sarebbe stata criticata. Sebbene si fossero momentaneamente ritirati, i cinesi avrebbero potuto lanciare un contrattacco da un momento all'altro e, se lo avessero fatto, i francesi avrebbero avuto bisogno di ogni uomo per mantenere l'ampio perimetro difensivo che avevano appena stabilito a Keelung.
Courbet fece comunque il possibile per dare a Lespès una forza di sbarco di tutto rispetto. Gli inviò altre tre navi (il Tarn, il Châteaurenault e il Duguay-Trouin), che arrivarono al largo di Tamsui la sera del 5 ottobre 1884. Queste navi trasportavano le proprie compagnie da sbarco e la compagnia da sbarco della Bayard, per un totale di 600 uomini, messi a disposizione di Lespès per le operazioni di terra. Lespès iniziò quindi i preparativi per uno sbarco con l'obiettivo di assaltare le difese di Tamsui e rimuovere le mine dalla foce del fiume. Organizzò i 600 marinai disponibili per lo sbarco in un battaglione di cinque compagnie agli ordini del capitano di fregata Martin del La Galissonnière, che aveva comandato con distinzione la forza di sbarco a Keelung il 5 agosto 1884. Le corazzate Bayard, La Galissonnière e Triomphante fornivano ciascuna una compagnia; le navi più piccole, il d'Estaing e il Châteaurenault, fornivano una quarta compagnia; il Tarn e il Duguay-Trouin una quinta.

## I preparativi cinesi,2-7ottobre1884
La difesa cinese era comandata dal generale Sun Kaihua, responsabile della costruzione del Forte Nuovo nel 1876. Era assistito dal generale Zhang Gaoyuan (章高元T, Zhāng GāoyuánP, Chang Kao-yuanW) e dal brigadiere generale Liu Chaoyou (劉朝祐T, 刘朝祐S, Liú CháoyòuP, Liu Ch'ao-yuW), pronipote di Liu Mingchuan. Secondo il rapporto ufficiale di Liu Mingchuan sulla battaglia, le forze cinesi comprendevano il reggimento Cho-Sheng, fra i cui comandanti vi erano Gong Zhan'ao (龔占鼇T, 龚占鳌S, Gōng Zhàn'áoP, Kung Chan-aoW) al comando dell'ala destra, Li Dingming (李定明T, Lǐ DìngmíngP, Li Ting-mingW) al comando della divisione centrale e Fan Huiyi (范惠意T, Fàn HuìyìP, Fan Hui-yiW) al comando della divisione di retroguardia. Erano presenti anche altri due battaglioni regolari provenienti da reggimenti diversi, al comando diretto di Zhang Gaoyuan e Liu Chaoyou. Un battaglione di montanari formosani, recentemente arruolati da Li Tong'en (李彤恩T, Lǐ Tóng'ēnP, Li T'ung-ênW) combatté con il ruolo di fanteria leggera, sotto il comando di Tio Li-xieng (張李成T, 张李成S, Zhāng LǐchéngP, Chang Li-ch'êngW). Sembra che le forze cinesi contassero in totale circa 1000 soldati di fanteria.
Il generale Sun Kaihua schierò il reggimento Cho-Sheng in prima linea. Si trincerò di fronte al Forte San Domingo con una linea di fanteria rivolta a nord-ovest, la direzione da cui ci si aspettava un assalto francese, e posizionò una seconda linea di fanteria in un terreno boscoso sul fianco destro, quasi ad angolo retto rispetto alle principali trincee cinesi, da dove avrebbe potuto colpire al fianco l'avanzata francese prima che questa potesse raggiungere le difese principali. Secondo il rapporto di Liu Mingchuan, la divisione di Gong Zhan'ao era appostata in un punto noto come "il falso torrente" (Chia-chiang), mentre la divisione di Li Dingming era in agguato a Yu-ch'e-k'ou. Nessuna delle due località può essere identificata. Sun Kaihua comandò personalmente la difesa del reggimento.
Il generale Zhang Gaoyuan e il brigadiere generale Liu Chaoyou si posizionarono dietro il Forte San Domingo con due battaglioni di regolari, ciascuno appartenente a un diverso reggimento, pronti a contrattaccare quando il momento fosse stato maturo. I montanari di Tio Li-xieng erano appostati vicino alla riva, sulle colline a nord delle posizioni principali cinesi, in modo da poter combattere contro il fianco sinistro dei francesi. Si trattava di disposizioni intelligenti, ben scelte per respingere un attacco frontale.

## La battaglia di Tamsui,8ottobre1884

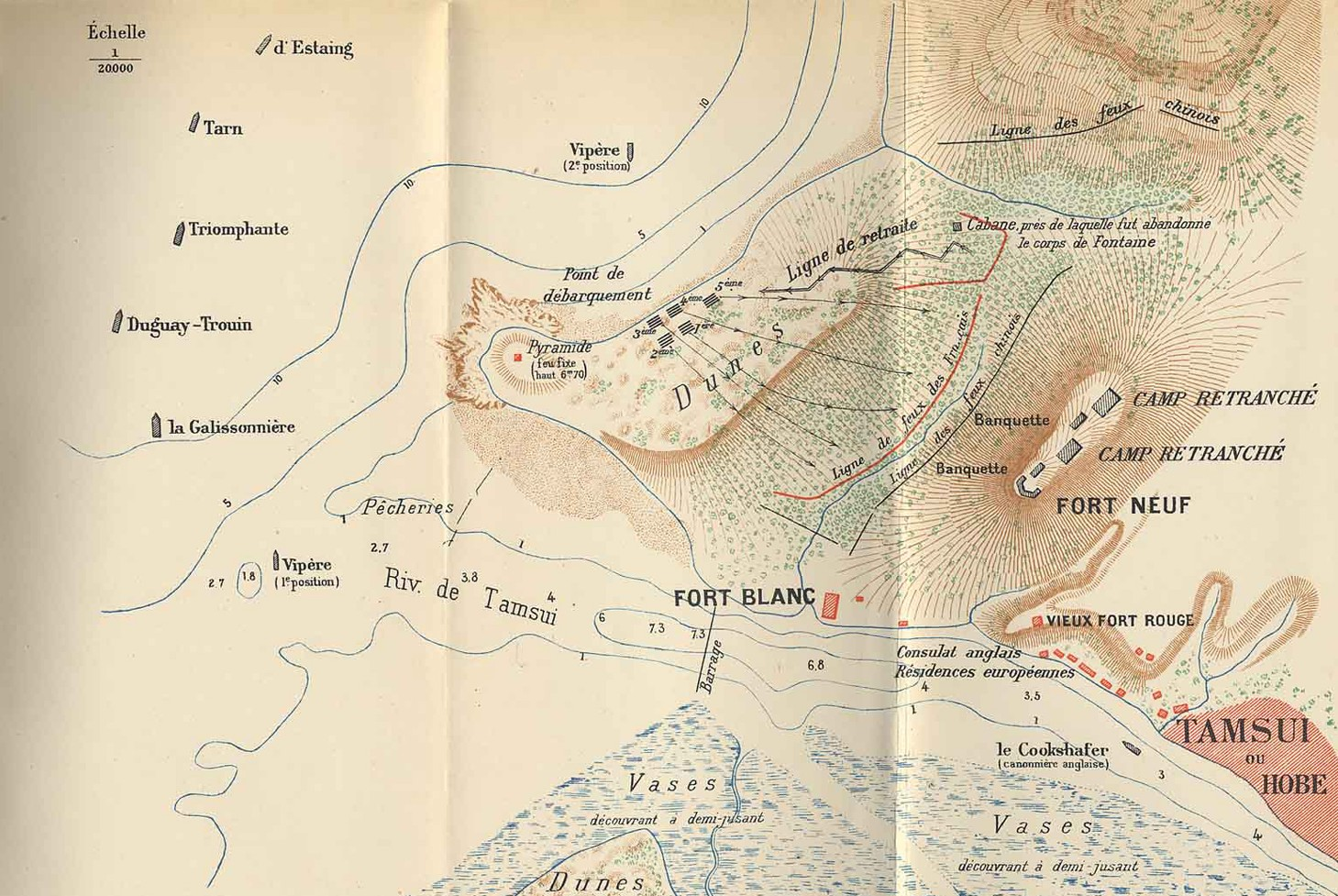
Mappa del capitano Garnot sulla battaglia di Tamsui

Il mare agitato del 6 e del 7 ottobre 1884 impedì lo sbarco francese, ma l'8 ottobre 1884 il mare era finalmente abbastanza calmo da permetterlo. L'ammiraglio Lespès sbarcò i suoi 600 fucilieri di marina di fronte al Forte Nuovo la mattina presto. Il capitano Martin del La Galissonnière, l'ufficiale inizialmente nominato per comandare l'attacco, era malato e quindi il comando fu trasferito all'ultimo momento al capitano di fregata Boulineau del Châteaurenault. Per sostenere l'attacco la squadra fu schierata in linea davanti all'ingresso del porto, rivolta verso nord. La linea era guidata dal Châteaurenault, seguito dal d'Estaing, dal Tarn, dal Triomphante, dal Duguay-Trouin e dal La Galissonnière, con il Vipère in coda.
Molti residenti europei della città, eccitati dalla prospettiva di una battaglia, affollarono i punti panoramici sulle colline vicine per avere una buona visione degli eventi: erano fiduciosi che i francesi avrebbero vinto e si aspettavano che Tamsui sarebbe stata in mano francese entro la notte.
Boulineau schierò le sue cinque compagnie in due linee, con una forte guardia a sinistra, dove era maggiore il pericolo di un attacco sul fianco da parte dei cinesi. La prima linea era composta dalle compagnie da sbarco del La Galissonnière e del Triomphante, ciascuna di 120 uomini, rispettivamente sotto il comando dei tenenti di vascello Fontaine e Dehorter. La compagnia di Dehorter teneva la destra della linea. La seconda linea, schierata 200 metri dietro la prima, era composta dalle due compagnie miste delle navi minori, ciascuna di 130 uomini. La compagnia del Tarn e del Duguay-Trouin, al comando dell'enseigne de vaisseau Deman, era sulla destra, dietro la compagnia di Dehorter. La compagnia da sbarco del Bayard, forte di 100 uomini, era posizionata sul fianco sinistro del corpo principale. Lo schieramento, che fu completato alle 10:00, era protetto dal fuoco della flotta francese, che spazzò il terreno tra la spiaggia e i forti.
Alle 10 del mattino, Boulineau fece avanzare la sua piccola forza, a passo spedito, sulle dune di sabbia. Le cose cominciarono subito ad andare male. La visuale dei francesi era limitata dalle dune, al di là delle quali si aspettavano di trovare un terreno aperto, fatto di risaie e piccoli gruppi di alberi. Scoprirono invece che gli accessi ai forti erano fittamente boscosi. Il campo di battaglia era costellato di piccoli campi coltivati circondati da alte siepi e piante spinose, e il terreno era attraversato da fossati e coperto da alti alberi cespugliosi. Questo terreno accidentato forniva una copertura perfetta per i cinesi e rendeva quasi impossibile la direzione delle truppe da parte dei comandanti francesi.
Le compagnie e le sezioni si persero di vista l'una con l'altra non appena entrarono nella boscaglia e cominciarono anche ad allontanarsi dalla linea di avanzata stabilita dall'ammiraglio Lespès. Boulineau si rese conto che non poteva fare nulla per riprendere il controllo e decise di affidarsi all'iniziativa dei suoi comandanti di compagnia. Il Forte Nuovo era ancora visibile in lontananza, quindi le quattro compagnie del corpo principale potevano almeno vedere l'obiettivo verso il quale avrebbero dovuto dirigersi.
Intorno alle 11:30, i marinai del Triomphante, sulla destra della prima linea, entrarono in contatto con le truppe di Sun Kaihua, nascoste nei cespugli e nelle trincee tra il Forte Bianco e il Forte Nuovo. A questo punto iniziò uno scontro a fuoco che si estese rapidamente lungo la linea del fronte francese e che coinvolse la compagnia da sbarco del La Galissonnière. La prima linea francese era ora sottoposta a un pesante fuoco sia dalle trincee cinesi poste di fronte sia dalle postazioni nemiche nascoste fra i boschi e le siepi alla sua sinistra. Le due compagnie di riserva, che erano si erano disorganizzate mentre si facevano strada attraverso il terreno difficoltoso, arrivarono in prima linea poco dopo. La compagnia da sbarco del D'Estaing e del Châteaurenault entrò in linea tra le compagnie di Fontaine e Dehorter, mentre la compagnia di Deman si unì alla sinistra dello schieramento.
Nel frattempo, i cinesi avevano iniziato a fare pressione sulla sinistra francese. Nonostante il fuoco di supporto fornito dalle navi francesi, le truppe di Zhang Gaoyuan riuscirono a respingere la guardia del Bayard posta sul fianco, spingendola verso il corpo principale francese. I marinai del Bayard riuscirono a collegarsi con la compagnia di Deman, ma la forza di sbarco francese era ormai schierata in un'unica linea lunga circa 1 km e mezzo e non aveva più riserve. Lo scontro a fuoco si estendeva lungo tutto il fronte francese.

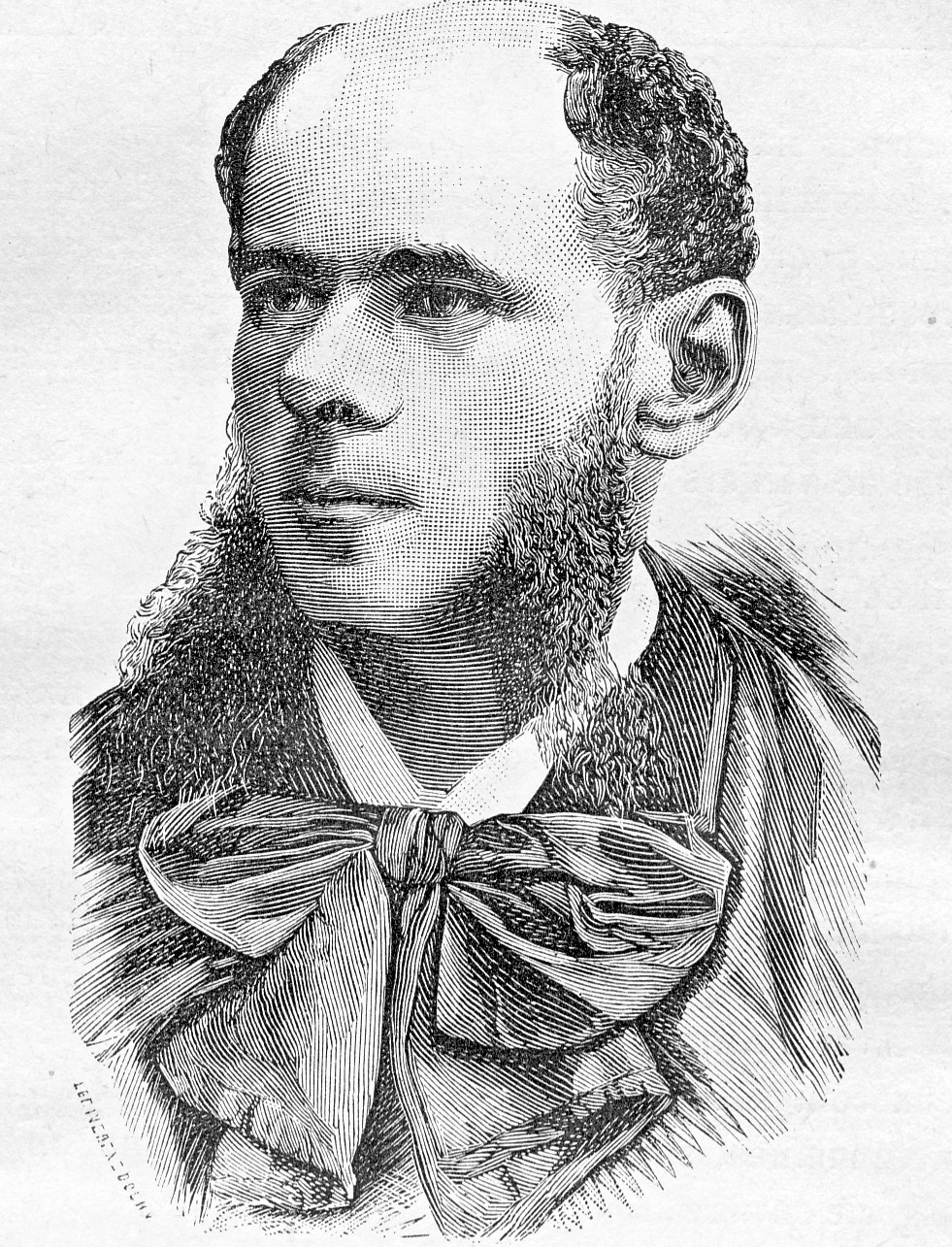
Il tenente di vascello Dehorter, del Triomphante, ferito a morte a Tamsui l'

I cinesi e i francesi erano a circa 100 metri di distanza l'una dall'altra. La situazione richiedeva raffiche regolari e precise da parte dei francesi, ma i marinai eccitati sparavano individualmente e il più velocemente possibile tra i cespugli. Boulineau si rese conto che stavano semplicemente sprecando le munizioni. Urlò ripetutamente ai suoi uomini l'ordine di cessare il fuoco, ma solo una piccola parte di essi riuscì a sentirlo. Non fu possibile inviare segnali di tromba, poiché il trombettiere di Boulineau era stato ucciso poco dopo l'inizio dell'azione. La linea francese continuò così a sprecare munizioni su un bersaglio sfuggente.
L'iniziativa passò decisamente ai cinesi. Le truppe del generale Zhang Gaoyuan continuarono a premere sulla sinistra francese, aggirando il fianco della compagnia del Bayard. Anche i regolari del generale Sun Kaihua iniziarono a girare intorno alla compagnia del Triomphante sul fianco destro francese, uscendo in gran numero dal Forte Bianco. Per far fronte alla minaccia sulla sinistra francese, Deman tolse una parte della sua compagnia dalla prima linea e la mandò in appoggio agli uomini di Fontaine. Sulla destra, i marinai del Triomphante effettuarono una serie di cariche per trattenere le truppe di Sun Kaihua.
La pressione sulla linea francese cominciava a farsi sentire. I francesi erano impegnati da un'ora e avevano consumato due terzi delle loro munizioni. Man mano che il numero dei feriti aumentava, era necessario impegnare uomini per riportarli sulla spiaggia. La linea francese cominciò ad arretrare e ogni speranza di arginare la ritirata svanì quando diversi ufficiali francesi furono uccisi. Il tenente di vascello Fontaine del La Galissonnière fu ferito a un piede vicino alle posizioni cinesi sulla sinistra della linea francese, dove il fuoco nemico era più intenso sia di fronte sia di fianco, e cadde non lontano dalle linee cinesi. Due marinai cercarono di portarlo in salvo, ma tutti e tre gli uomini furono catturati dai cinesi e immediatamente decapitati. L'enseigne de vaisseau Deman fu ferito nelle vicinanze e, sul fianco destro francese, anche il tenente di vascello Dehorter del Triomphante fu ferito a morte.
Le morti di Fontaine e Dehorter furono decisive: entrambi i fianchi francesi cedettero. La compagnia da sbarco del Triomphante era ormai quasi senza munizioni e non poteva più resistere alla pressione delle truppe di Sun Kaihua. Sulla sinistra, la compagnia del Bayard fu a un certo punto tagliata fuori dal resto della linea francese dagli uomini di Zhang Gaoyuan e dovette caricare per riuscire a sganciarsi.

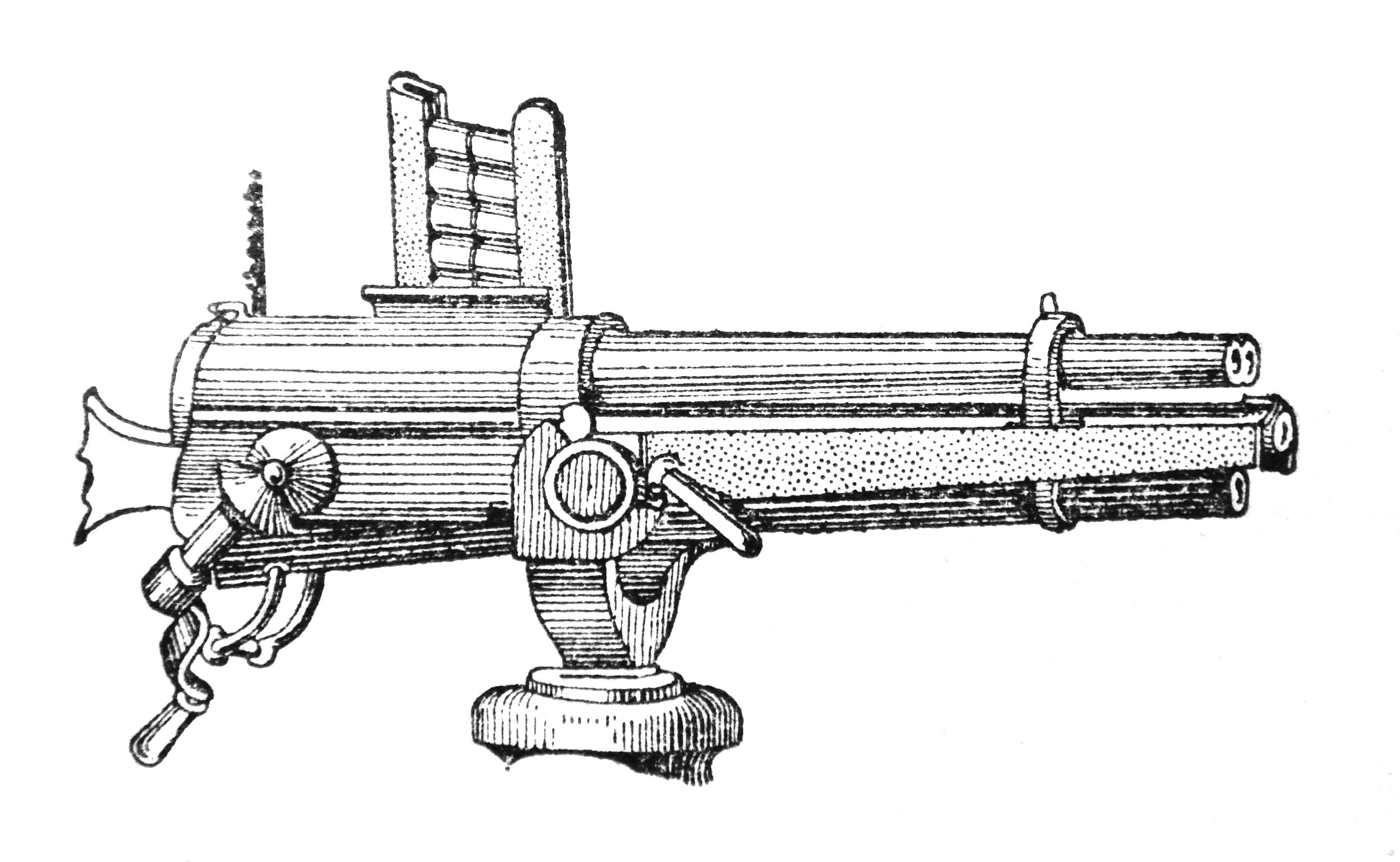
Il "cannone-revolver" Hotchkiss a fuoco rapido da 37 mm, prodotto a partire dal 1879.

A mezzogiorno Boulineau diede l'ordine di ritirata. Le compagnie da sbarco ripiegarono verso la riva, portando con sé i feriti e alcuni dei morti. Quasi un uomo su dieci era stato ferito e la ritirata fu necessariamente lenta. La ritirata fu coperta dalle compagnie da sbarco del La Galissonnière e del Triomphante, che ripiegarono lentamente, in buon ordine, sparando misurate raffiche per tenere a distanza i cinesi. Durante la ritirata i francesi dovettero abbandonare molti dei loro morti, tra cui i corpi del tenente Fontaine e dei suoi due aiutanti.
Il reimbarco iniziò poco dopo. Il mare era molto mosso e le barche non riuscivano ad avvicinarsi alla riva. I marinai sulla spiaggia dovettero guadare con l'acqua fino al collo per imbarcarsi. Mentre i marinai si affollavano nell'acqua agitata, la forza di sbarco fu in balia di un attacco cinese. Fortunatamente per i francesi, i cinesi si avvicinavano lentamente e facevano poco per ostacolare l'evacuazione. Nella confusione, mentre i marinai francesi lottavano per salire sulle barche, una delle lance si rovesciò, facendo cadere in mare tutti i suoi occupanti. Anche il "cannone-revolver" Hotchkiss montato a prua cadde in mare. La lancia fu presto raddrizzata, ma i francesi dovettero abbandonare l'Hotchkiss, che fu poi recuperato dai cinesi ed esposto come trofeo.
Il tenente di vascello Augustin Boué de Lapeyrère del Vipère si rese conto del potenziale pericolo di un contrattacco cinese e ottenne da Lespès il permesso di spostare la sua piccola cannoniera in una posizione vicina alla costa per coprire la ritirata francese. Da lì sparò granate per tenere a distanza i cinesi.
A mezzogiorno e mezzo le prime imbarcazioni si allontanatrono dalla riva dirigendosi verso le navi e alle 13.10 tutte le lance avevano lasciato la spiaggia. Il Vipère le seguiva lentamente, sparando a distanza sempre maggiore contro le truppe cinesi sulla riva. Alle 13.30 le lance raggiunsero le navi. Il mare era ormai molto mosso e i feriti gridavano di dolore mentre i loro compagni li aiutavano a salire le scale per raggiungere il ponte delle navi.

## Conseguenze
Il fallimento dell'attacco fu un'imbarazzante battuta d'arresto per i francesi. Il capitano Garnot in seguito attribuì la colpa della sconfitta alle dimensioni ridotte della forza di sbarco e all'uso di compagnie di sbarco navali piuttosto che di fanteria addestrata:
La sconfitta lasciò i francesi bloccati nella parte settentrionale di Formosa, incapaci di avanzare o di conquistare altri territori.

## Perdite
Le perdite francesi a Tamsui furono di 17 morti e 49 feriti. Le perdite tra le compagnie delle singole navi furono le seguenti: La Galissonnière, 9 morti, 9 feriti; Triomphante, 4 morti, 17 feriti; Duguay-Trouin, 4 feriti; Châteaurenault, 7 feriti; Tarn, 2 morti, 4 feriti; Bayard, 3 feriti; d'Estaing, 2 morti, 5 feriti. I feriti francesi furono evacuati a Keelung a bordo del Tarn il 9 ottobre 1884 e poi furono portati a Saigon a bordo della nave da trasporto Nive. Il tenente Dehorter, ferito a morte, fu riportato sulle navi francesi ed evacuato con gli altri feriti. Morì a bordo della Nive il 12 ottobre 1884 mentre il trasporto era ancora in mare e i suoi resti furono sepolti a Saigon.
Tra i morti francesi c'era anche il tenente di vascello Fontaine del La Galissonnière. I francesi non riuscirono a recuperare il corpo di Fontaine né quello di due marinai francesi uccisi al suo fianco. I corpi dei tre francesi, abbandonati sul campo di battaglia, furono decapitati dai cinesi e le teste mozzate furono portate in trionfo a Tamsui la sera dell'8 ottobre 1884 dall'esercito cinese vittorioso. Il capitano Boteler della HMS Cockchafer e il console britannico Frater si lamentarono vivamente con Sun Kaihua per la mancanza di rispetto nei confronti dei morti francesi, e le tre teste mozzate furono loro consegnate per la sepoltura cristiana. I cinesi fecero prigionieri e decapitarono 11 fanti di marina francesi feriti, oltre al capitano Fontaine de La Gailissonniere, e usarono pali di bambù per esporre le teste in pubblico e così incitare i sentimenti antifrancesi in Cina. Le immagini della decapitazione dei francesi furono pubblicate sul Tien-shih-tsai Pictorial Journal di Shanghai.
Le vittime cinesi, secondo i dipendenti europei della dogana di Tamsui, furono di 80 morti e di circa 200 feriti.
Il quotidiano neozelandese Wanganui Chronicle riferisce che i cinesi decapitarono e uccisero circa 20 francesi.

## Commemorazione

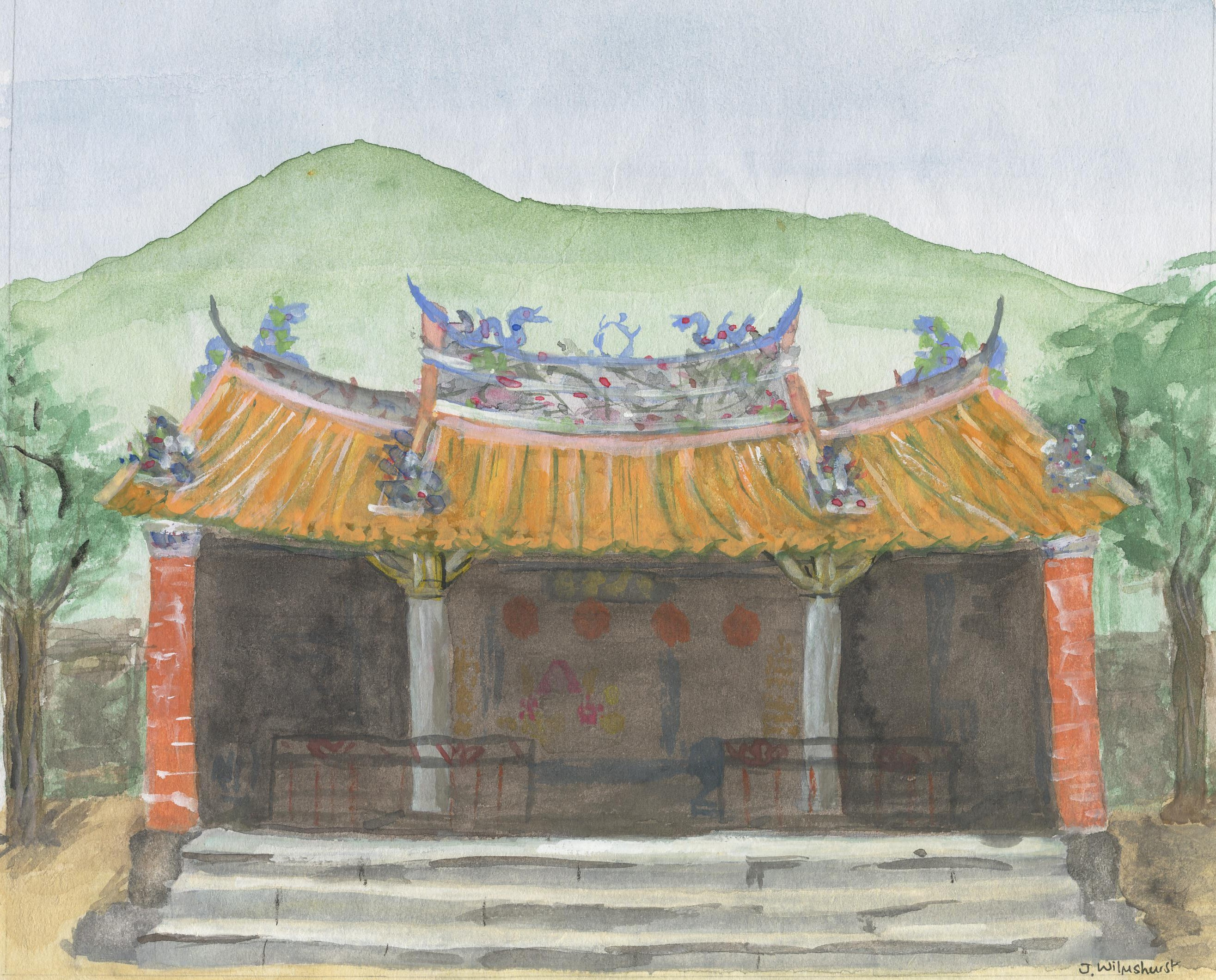
Il Tempio di Fuyou di Tamsui, dedicato a Mazu

La sconfitta francese a Tamsui fu ampiamente pubblicizzata in Cina ed ebbe un effetto sul morale nazionale superiore a quello suscitato dalle simultanee vittorie francesi nel Tonchino durante la campagna di Kép (6-10 ottobre 1884). Un resoconto dettagliato della battaglia da parte di Liu Mingchuan, che moltiplicava assurdamente le perdite francesi, fu pubblicato sulla Gazzetta di Pechino nel novembre 1884. In questo resoconto, Liu affermò che 300 soldati francesi erano stati uccisi.
La vittoria cinese è tuttora commemorata a Tamsui. Sun Kaihua attribuì la sua vittoria all'intervento della dea del mare Mazu, la forma deificata di una sciamana medievale del Fujian, Lin Moniang, venerata dai cinesi della costa e dai loro discendenti a Taiwan. Nel ricevere il resoconto della vittoria da parte di Liu Mingchuan, l'imperatore Guangxu osservò soddisfatto: "La dea è stata gentile con il mio popolo e gentile con me". Una tavoletta commemorativa in legno nel Tempio di Fuyou (福佑宮T, 福佑宫S, Fúyòu GōngP), un tempio Matsu a Tamsui completato nel 1796, reca l'iscrizione "Benedizione del Cielo luminoso" (翌天昭佑}T, yì tiān zhāo yòuP), in allusione alle parole dell'imperatore.

## Significato
La sconfitta francese a Tamsui ebbe un notevole significato politico. Il partito della guerra cinese era stato messo sulla difensiva dopo la perdita della Flotta del Fujian nella battaglia di Fuzhou del 23 agosto 1884, ma l'inaspettata vittoria cinese a Tamsui, sei settimane dopo, rafforzò la posizione degli integralisti della corte Qing. Una assemblea di corte convocata dall'imperatrice reggente Cixi il 28 ottobre 1884 decise di continuare la guerra contro la Francia fino a quando i francesi non avessero ritirato la richiesta di pagamento di un'indennità per l'imboscata di Bắc Lệ. Il 5 novembre 1884 la corte Qing offrì ai francesi condizioni di pace così estreme da non poter essere di essere accettate. Esse includevano la richiesta di annullare l'accordo di Tientsin, l'abbandono da parte della Francia del protettorato sull'Annam e sul Tonchino e la prosecuzione dell'occupazione di Lào Cai, Cao Bằng e Lạng Sơn da parte delle truppe cinesi. Il segretario degli esteri britannico Lord Granville, che cercava di mediare la disputa tra Francia e Cina, descrisse le condizioni cinesi come "quelle di un vincitore ai vinti" e rifiutò di trasmetterle ai francesi. L'intransigenza della corte Qing fece sì che la guerra franco-cinese continuasse ancora per diversi mesi, con perdite e spese crescenti da entrambe le parti.